# Mörtsjötjärnen (Fjällsjö socken, Ångermanland)
Mörtsjötjärnen är en sjö i Strömsunds kommun i Ångermanland och ingår i Ångermanälvens huvudavrinningsområde. Sjön har en area på 0,0595 kvadratkilometer och ligger 270,2 meter över havet.

## Delavrinningsområde
Mörtsjötjärnen ingår i det delavrinningsområde (707120-151625) som SMHI kallar för Rinner till Norrbyvattnet. Medelhöjden är 264 meter över havet och ytan är 7,78 kvadratkilometer. Det finns inga avrinningsområden uppströms utan avrinningsområdet är högsta punkten. Regasjöån (Hössjöån) som avvattnar avrinningsområdet har biflödesordning 4, vilket innebär att vattnet flödar genom totalt 4 vattendrag innan det når havet efter 142 kilometer. Avrinningsområdet består mestadels av skog (88 procent). Avrinningsområdet har 0,06 kvadratkilometer vattenytor vilket ger det en sjöprocent på 0,8 procent.